# Имамов, Дильер Сиддикович
Дильер Сиддикович Имамов — советский художник, живописец (портрет, пейзаж, городской пейзаж, жанровая, тематическая картина), график, театральный декоратор, педагог. Народный художник Узбекистана.

## Биография
Родился в Ташкенте 23 апреля 1939 года.
В 1960 году поступил на художественный факультет ТТХИ, который окончил в 1966-м. Во время учёбы посещал классы В. Ковинина, Н. Пака, Р. Ахмедова, М. Саидова.
Дипломная работа «Обеденный перерыв» открыла важную тему в творчестве, связанную с жизнью сельской местности в Узбекистане.
Педагогическая деятельность Д. С. Имамова внесла огромный вклад в формирование профессионального изобразительного искусства Узбекистана.
Умер 2004 года.

## Звания и награды
- Народный художник Узбекистана.

## Основные произведения
- Ясли в полевом стане, 1967. Частная коллекция
- Портрет оверлокщицы, 1968. Частная коллекция
- Матери, 1971. Частная коллекция
- Бакинский порт, 1972. Частная коллекция
- Весенняя рассада, 1974. Частная коллекция
- Портрет старика, 1978. Частная коллекция
- Портрет девочки, 1978. Частная коллекция
- Весна в Акташе, 1980. Частная коллекция
- Джизакские ласточки, 1980.Частная коллекция
- У хауза, 1981. Частная коллекция
- Из детства, 1983. Частная коллекция
- Портрет невестки, 1986.Частная коллекция
- Розы, 1987.Частная коллекция
- Портрет сына, 1987.Частная коллекция

## Выставки
- 2019 — Ретроспективная выставка из собрания Дирекции художественных выставок и частных коллекций в Центральном выставочном зале Академии художеств Узбекистана[6]